# Lingue della Francia
Questa lista delle lingue della Francia si basa sul rapporto dell'aprile 1999 del professor Bernard Cerquiglini, preparato per un'eventuale ratifica della Carta europea per le lingue regionali e minoritarie: contiene le lingue originali della Francia metropolitana. I dialetti del francese non sono considerati come lingue regionali.

Lingue nella Francia metropolitana e zone limitrofe

## Lingue germaniche

### Lingue alto-tedesche
- lussemburghese (parlato nella zona di Thionville in Lorena[2])
- mosellano (parlato nel cantone di Boulay-Moselle in Lorena)
- francone renano (parlato a Saint-Avold, Bitche e Sarreguemines in Lorena, dove si tiene ogni anno il Mirreddeplatt, festival della lingua francone e delle lingue delle Francia[3]).
- alsaziano
  - basso alemannico alsaziano (maggior parte dell'Alsazia, suddiviso tra basso renano e alto renano e per i linguisti suddiviso in basso alemanno del Nord e del Sud)
  - alsaziano del Sundgau, che è una via di mezzo tra il basso e l'alto alemanno[4] (3/4 del Sundgau, alto renano del sud), vicino allo Schwyzerdütsch (Svizzero tedesco).
- francone meridionale (sud-occidentale) (zona di Wissembourg, in Alsazia).

### Dialetti del neerlandese

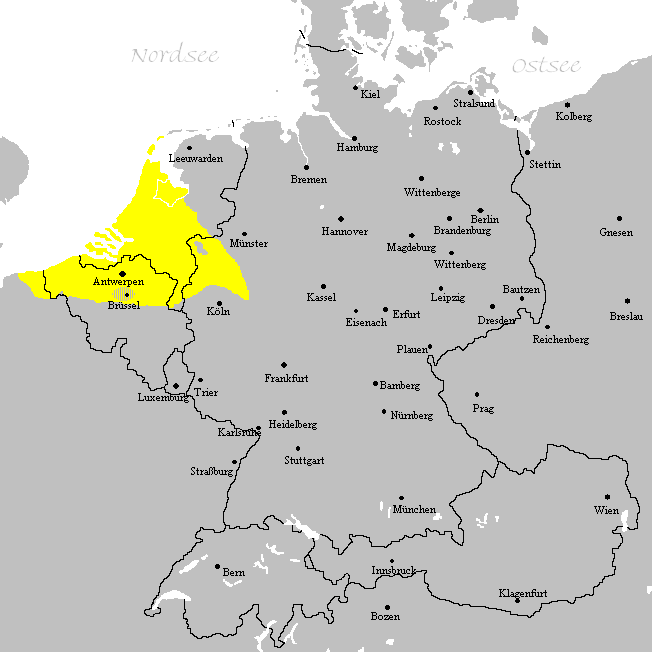
Basso francone

- fiammingo occidentale (legate al sottoinsieme del basso francone) parlato nelle Fiandre francesi (zona del Dipartimento del Nord)

## Celtico insulare

### Bretone
Il bretone conta tra i 200.000 e i 300.000 parlanti, soprattutto in Bretagna. È diviso in quattro dialetti:
- bretone cornouaillese (Kerneveg), parlato in Cornouaille (Kernev ou Bro Gernev)
- bretone leonardese (Leoneg)
- bretone tregerrese (Tregereg)
- bretone vannetino (Gwenedeg), parlato nella zona di Vannes (Gweneg ou Bro Wened) e anche fino a Bourg de Batz nella Loira Atlantica.

## Lingue romanze

### Francoprovenzale (gruppo francese)
- bressanese
- delfinese
- forezino
- lionnese
- savoiardo

### Langue d'oïl (gruppo francese)
- lingua francese
  - berrichonese/borbonese
- borgognone
- champenois
- francocontese
- gallo/angionese
- lorenese
- normanno
  - normanno meridionale
- piccardo[5]
  - chtimi[6]
- pittavino-santongese
- vallone
- mayennese

### Langue d'oc
Vedi classificazione ISO

#### Catalano
- Il catalano parlato in quasi tutto il dipartimento dei Pirenei Orientali nella variante Catalano settentrionale o Rossiglionese.

#### Occitano
L'occitano, o lingua d'oc, parlato in quasi tutto il sud della Francia è composto dai seguenti dialetti: 
- guascone
- limousino
- alverniese
- vivaro-alpino
- provenzale
- linguadociano

### Ligure
Il brigasco, ligure alpino, chiamato anche genovese alpino.
Nel dipartimento delle Alpi Marittime cinque comuni dell'alta valle della Roia: Breglio, Fontano, Saorgio, Briga Marittima e Tenda, tutti comuni legati culturalmente e geograficamante a Ventimiglia.

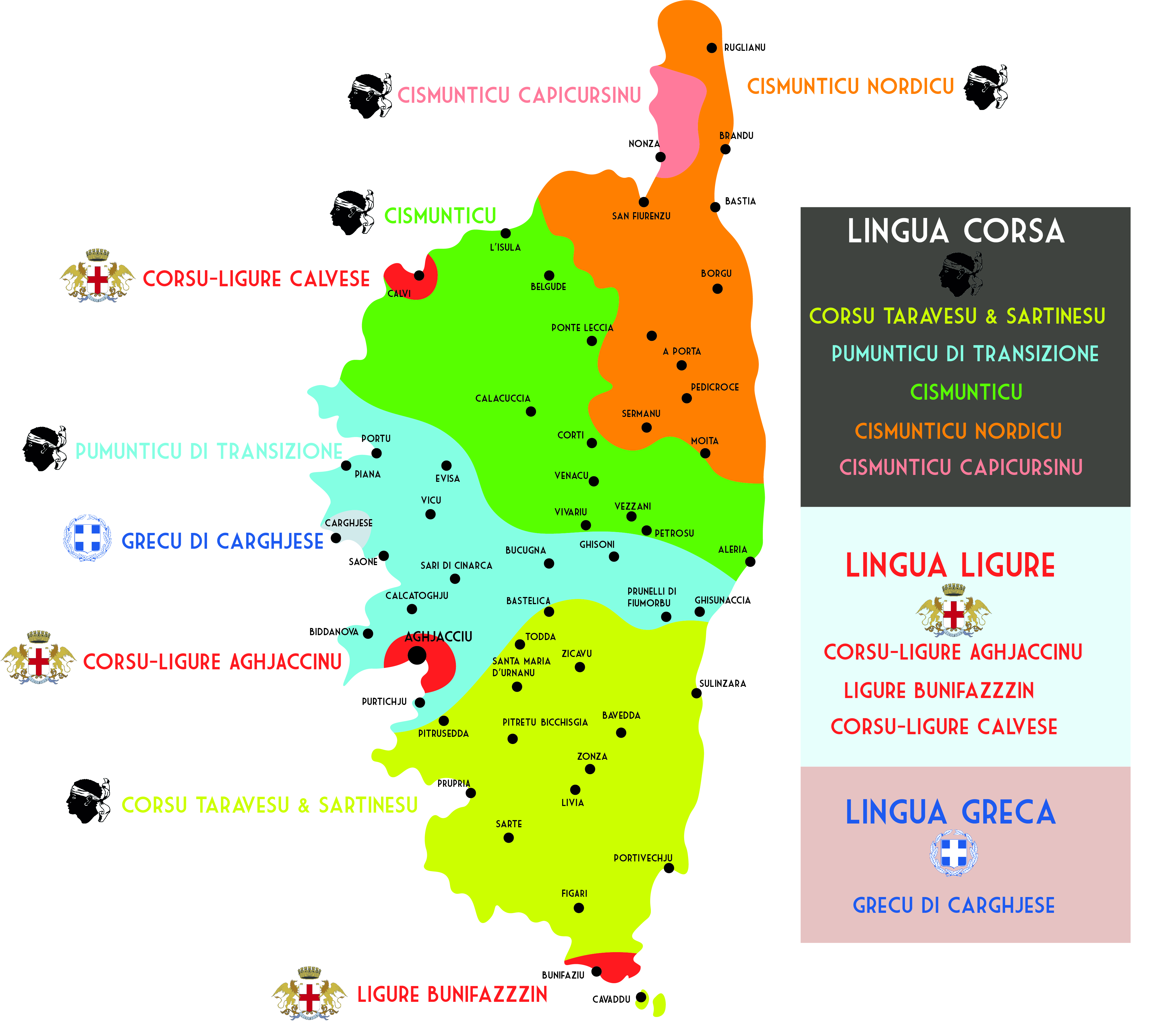
Lingue e dialetti della Corsica.

La frontiera linguistica passa presso i comuni di Molinetti, Sospello, Castiglione Vesubia e Castellaro. A Mentone e Roccabruna viene parlato il Mentonasco un miscuglio di nizzardo e ligure, simile al monegasco.
A Bonifacio, in Corsica, vi è inoltre una comunità parlante un dialetto ligure coloniale, il bonifacino; tale idioma fu trapiantato dai coloni genovesi nel XIII secolo, ed oggi presenta marcate influenze còrse.

### Còrso
Il còrso è generalmente ripartito dai glottologi nelle due varianti fondamentali del supranacciu e del suttanacciu, presentandosi ai loro confini dei dialetti di transizione: il primo macro-gruppo, linguisticamente, è da considerarsi un dialetto toscano a tutti gli effetti, trapiantato dall'antica Repubblica di Pisa ai tempi della sua dominazione sull'isola; il secondo presenta meno influenze toscane ed un'originalità più marcata, risultando affine al gallurese e al sassarese parlato nella vicina Sardegna e, limitatamente ad alcuni aspetti, al sardo.

## Lingua romaní
I Rom sono presenti in tutta la Francia, soprattutto nel sud.

## Basco
Il basco o euskara è l'unica lingua (o secondo alcuni linguisti, insieme di lingue) non indo-europea presente in Francia.
In Francia sono diffusi i dialetti baschi navarro-lapurdino e soletino. Il basco unificato invece è la variante insegnata nelle scuole a livello locale.

## Greco
A Cargese, in Corsica, risultava esserci una comunità parlante il greco, con parziali influenze còrse: esso fu importato nel 1670 da alcuni coloni provenienti dalla Grecia. L'ultimo parlante risulta essere morto nel 1970. Il greco tuttavia sopravvive nei riti bizantini officiati nella locale chiesa.

## Aspetti giuridici
Nei primi anni 90 il Benelux ha deciso la tutela dei suoi cinque idiomi e la Francia dei seguenti ceppi linguistici: bretone, l’alsaziano, il corso, il brigasco (lingua locale della Valle del Roia) e, nel 2019, il “patois”.